# Cymatium (architecture)
Pour les articles homonymes, voir Cymatium (genre).

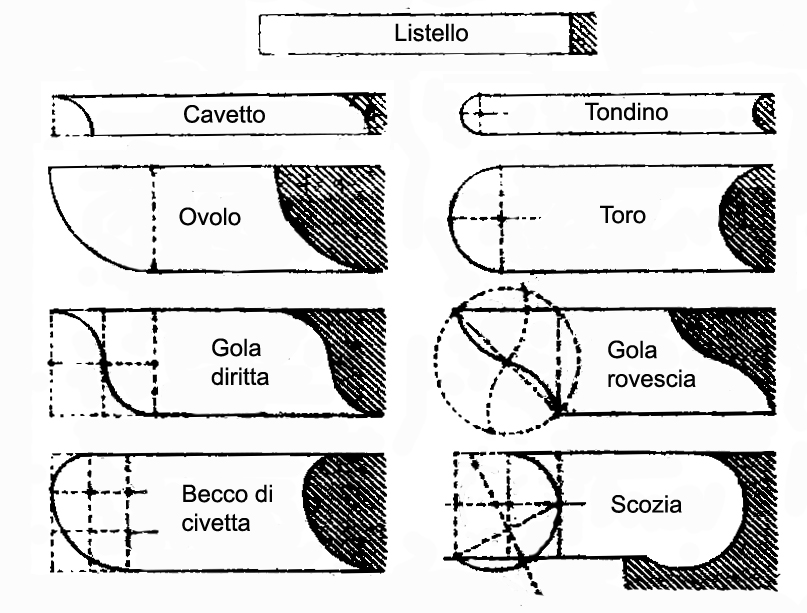
Cymatium (gola rovescia, littéralement « gorge pendante »).

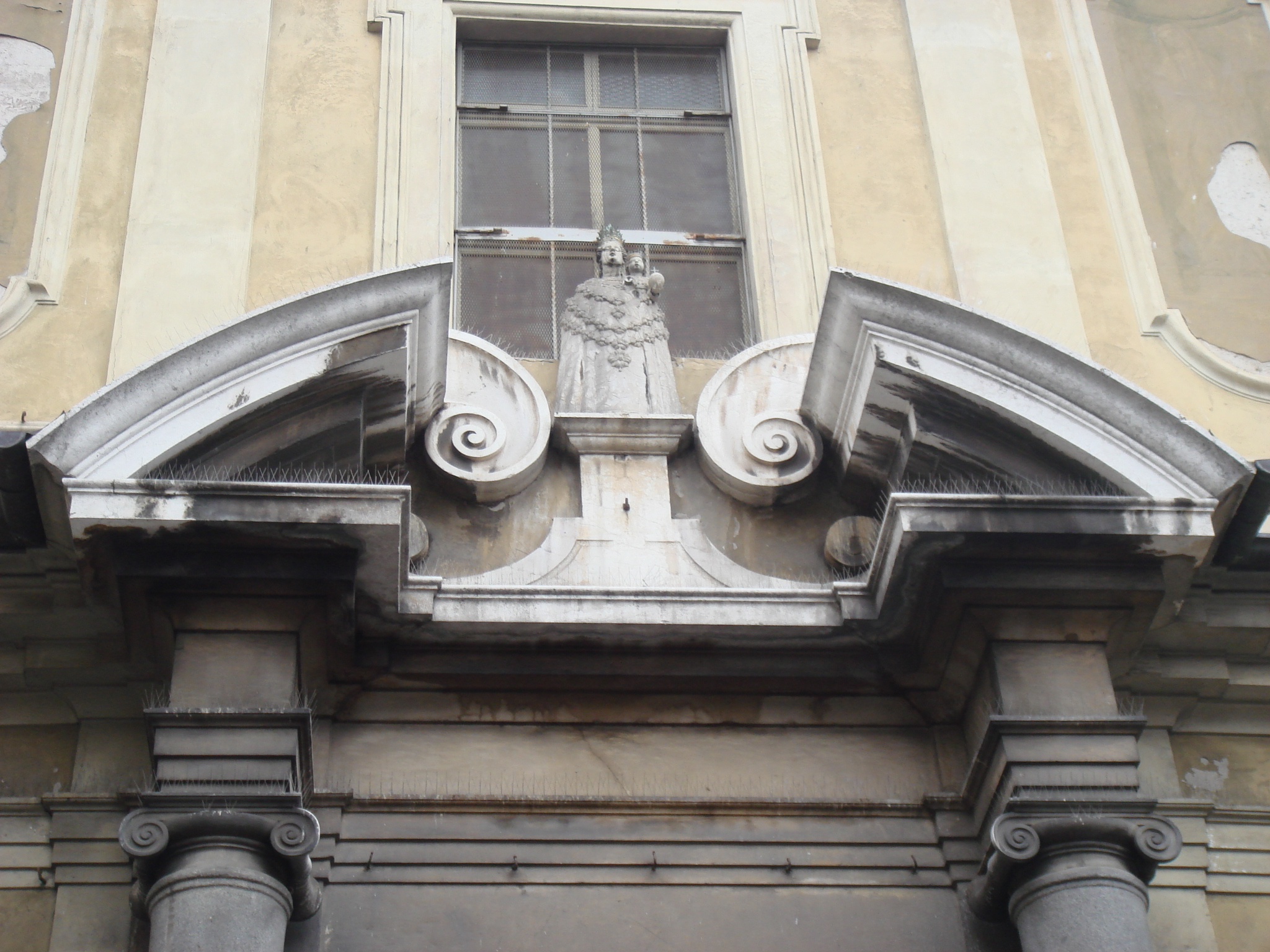
Église Santa María della Carità o del Buon Pastore (Brescia).

Le cymatium (du latin cimacium, lui-même dérivé du grec κύμα : « vague, onde ») ou talon est une moulure courbe en S (deux demi-cercles), avec la moitié supérieure en saillie et la moitié inférieure en creux ayant une fonction à la fois esthétique et structurelle, qui a été utilisée dans l'architecture de l'époque classique jusqu'au XIXe siècle, lorsque de nouveaux matériaux (acier et béton) ont généré une nouvelle architecture qui n'était pas fondée sur les canons classiques.
Actuellement, ce type de moulure n'est plus utilisé que dans les travaux de restauration de monuments ou en ébénisterie.